# النا بندر
النا بندر (انگلیسی: Elena Bondar؛ زادهٔ ۶ november ۱۹۵۸ (۶۶ سال)) ورزشکار روئینگ اهل رومانی است.
وی در مسابقات کشوری و بین‌المللی در مجموع برندهٔ ۲ مدال برنز شده‌است.